# Банда Келлі (фільм)
«Банда Келлі» (англ. Ned Kelly) — екранізація роману Роберта Дрю про життя грабіжника і народного героя Австралії Неда Келлі австралійським режисером Ґрегором Джорданом. Це спільна робота США, Франції, Великої Британії та Австралії. Світова прем'єра кримінального пригодницького бойовика відбулася в березні 2003 року. Картина провалилася в американському прокаті, але в Європі мала великий успіх, не кажучи вже про рідну для авторів Австралію.

## Сюжет
Дія фільму розгортається в кінці 19 століття в Австралії. Виходець з бідної сім'ї ірландських емігрантів, засланих до Австралії, Нед Келлі (Гіт Леджер) випробував на своїй шкірі несправедливість колоніальної влади та жорсткість поліціянтів. Останньою краплею для Неда став арешт його матері. Після цього хлопець втік, з друзями — Джо і Стівом та братом Деном організував банду. Банда розбійників здійснює зухвалі нальоти на банки. Проходить трохи часу і Нед Келлі стає найнебезпечнішим і розшукуваним рецидивістом Австралії. Про нього складають легенди, його ненавидять та захоплюються. Для місцевих жителів Нед Келлі стає кимось на кшталт Робін Гуда: вкрадені гроші він передає фермерам, щоб ті зуміли погасити борги, а також викуповує ув'язнених з в'язниць. Одного разу вони три дні тримали в страху ціле містечко. Тим часом влада не припиняє пошуки Келлі. За упіймання Неда Келлі було призначено винагороду 8 тисяч фунтів, але розбійникам постійно вдавалося втекти...

## Касові збори
В цілому, фільм зібрав $5,040,860 на внутрішньому ринку, $86,959 в США і $6,585,516 в усьому світі.

## У ролях
- Гіт Леджер — Нед Келлі
- Орландо Блум — Джозеф Бірн
- Джеффрі Раш — Френсіс Гейр
- Наомі Воттс — Джулія Кук
- Джоел Едгертон — Аарон Шеррітт
- Лоуренс Кінлан — Ден Келлі
- Філ Барантіні — Стів Келлі
- Керрі Кондон — Кейт Келлі
- Кріс МакКвейд — Елен Келлі
- Емілі Браунінг — Грейс Келлі
- Кірі Парамор — констебль Фіцпатрік
- Рейчел Гріффітс — Сьюзен Скотт
- Джефф Моррелл — Роберт Скотт
- Чарльз Тінгвел — Прем'єр Грем Беррі
- Андрій Формоза — Парк Рейнджер
- Саскія Бурмейстер — Джейн Джонс
- Талія Цукер — Сара Вікс